# 2012 في الولايات المتحدة
فيما يلي قوائم الأحداث التي وقعت خلال عام 2012 في الولايات المتحدة.

## أحداث
- 21 أغسطس – إعصار إسحاق
- 14 ديسمبر – حادثة إطلاق نار مدرسة ساندي هوك الابتدائية
- 20 يوليو – مذبحة أورورا 2012
- 21 أكتوبر – إعصار ساندي
- 6 نوفمبر – انتخابات الرئاسة الأمريكية 2012

## سياسة

### تعيين في المنصب
- 10 يناير – فيل براينت حاكم ميسيسيبي [الإنجليزية]‏.
- 31 يناير – لويد أوستن نائب رئيس أركان جيش الولايات المتحدة [الإنجليزية]‏.

### انتهاء فترة المنصب
- 1 يناير – أنيش شوبرا Chief Technology Officer of the United States [الإنجليزية]‏.
- 1 يناير – توم جونسون عضو مجلس ولاية إلينوي.
- 1 يناير – جيمس كومير عضو مجلس نواب كنتاكي.
- 1 يناير – خواكين كاسترو عضو مجلس نواب تكساس.
- 1 يناير – فرانك سميث عضو مجلس نواب مونتانا.
- 10 يناير – هايلي باربر حاكم ميسيسيبي [الإنجليزية]‏.
- 25 يناير – غابرييل جيفوردز عضو مجلس النواب الأمريكي.
- 26 يناير – لامار ألكسندر Chairman of the United States Senate Republican Conference [الإنجليزية]‏.
- 9 نوفمبر – ديفيد بتريوس مدير وكالة المخابرات المركزية (2005 - الان).
- 14 ديسمبر – إدوارد جونز عضو مجلس نواب كارولينا الشمالية.
- 17 ديسمبر – دانيال إينوي عضو مجلس الشيوخ الأمريكي.

## رياضة
- 1 يناير – طواف كاليفورنيا 2012 الفائزون روبرت جاسنك، ديفيد زابريسكي، توم دانيلسون.

## ظهور
- 1 يناير – أطلقي سرك
- 1 يناير – أوتسايدر هاوس
- 1 يناير – إكس أمباسدورس
- 1 يناير – دبليو دبليو إي إن إكس تي
- 1 يناير – ذا شينسموكرز ثنائي دي جيه أمريكي.
- 1 يناير – مثقب
- 26 يناير – كراش كورس

## أفلام
من الأفلام التي صدرت هذه السنة في الولايات المتحدة:
- 1 يناير – 30 دقيقة بعد منتصف الليل من إخراج كاثرين بيغلو.
- 1 يناير – آرغو من إخراج بن أفليك.
- 1 يناير – آكت أوف فالور من إخراج مايك مكوي [الإنجليزية]‏، سكوت وو.
- 1 يناير – أسبوعي مع مارلين من إخراج سيمون كورتيس.
- 1 يناير – أطفال جواسيس: كل الوقت في العالم من إخراج روبرت رودريغيز.
- 1 يناير – ألف كلمة من إخراج براين روبنز.
- 1 يناير – اشترينا حديقة حيوان من إخراج كاميرون كرو.
- 1 يناير – الأصولية المترددة من إخراج ميرا ناير.
- 1 يناير – الجندي العالمي: يوم الحساب من إخراج جون هايمز.
- 1 يناير – الخزنة من إخراج بوعز ياكين [الإنجليزية]‏.
- 1 يناير – الرفقة الدائمة من إخراج روبرت ريدفورد.
- 1 يناير – الرمادي من إخراج جو كارنهان.
- 1 يناير – الشيطان في الداخل من إخراج ويليام برينت بيل.
- 1 يناير – الصحوة من إخراج Måns Mårlind [الإنجليزية]‏.
- 1 يناير – الغراب من إخراج James McTeigue [الإنجليزية]‏.
- 1 يناير – المتحدين
- 1 يناير – المحظوظ من إخراج سكوت هيكس.
- 1 يناير – المختلين السبعة من إخراج مارتن ماكدونا.
- 1 يناير – المراقبة من إخراج أكيفا شافر.
- 1 يناير – المرة الأولى من إخراج جوناثان كاسدان.
- 1 يناير – المزور
- 1 يناير – المشروع إكس من إخراج Nima Nourizadeh [الإنجليزية]‏.
- 1 يناير – المعالجة بالسعادة من إخراج ديفيد أو. راسل.
- 1 يناير – المعجزة الكبرى من إخراج كين كوابيس.
- 1 يناير – المهرجون الثلاثة من إخراج بوبي فارلي، بيتر فاريلي.
- 1 يناير – المواطن
- 1 يناير – الهمج من إخراج أوليفر ستون.
- 1 يناير – الهوبيت: رحلة غير متوقعة من إخراج بيتر جاكسون.
- 1 يناير – إلى روما مع الحب من إخراج وودي آلن.
- 1 يناير – إمبراطور من إخراج بيتر ويبر.
- 1 يناير – عودة فارس الظلام من إخراج Jay Oliva [الإنجليزية]‏.
- 1 يناير – باربي الأميرة و نجمة النجوم من إخراج ايزكيل نورتون  [لغات أخرى]‏.
- 1 يناير – باربي و حكاية حورية البحر 2
- 1 يناير – براءة المسلمين من إخراج مارك باسيلي يوسف.
- 1 يناير – بن 10/جينيرايتور ريكس: اتحاد الأبطال
- 1 يناير – بوسشن من إخراج Ole Bornedal [الإنجليزية]‏.
- 1 يناير – تأمين من إخراج Stephen Saint Leger ‏، جيمس ماثر.
- 1 يناير – توتال ريكول من إخراج لين وايزمان.
- 1 يناير – تيكن 2 من إخراج Olivier Megaton [الإنجليزية]‏.
- 1 يناير – جاك وجيل من إخراج دينيس دوغان.
- 1 يناير – جليس الأطفال من إخراج ديفيد غوردون غرين.
- 1 يناير – جنبا إلى جنب
- 1 يناير – حسابات خاصة من إخراج Jessy Terrero [الإنجليزية]‏.
- 1 يناير – حصان حرب من إخراج ستيفن سبيلبرغ.
- 1 يناير – حقيقة مظلمة من إخراج داميان لي.
- 1 يناير – حياة باي من إخراج أنغ لي.
- 1 يناير – خارجون عن القانون من إخراج دوغلاس ويك [الإنجليزية]‏، ميجان إليسون، John Hillcoat [الإنجليزية]‏، مايكل بينارويا [الإنجليزية]‏.
- 1 يناير – دوار كولومبوس من إخراج جورج غالو.
- 1 يناير – ذا ايمبوستر
- 1 يناير – ذا سكوربيان كينغ 3 : باتل فور ردمبشن من إخراج رويل ريني.
- 1 يناير – ذا كولكشن من إخراج ماركوس دونستان.
- 1 يناير – رابونزل في تبات ونبات من إخراج Nathan Greno [الإنجليزية]‏.
- 1 يناير – رجل على حافة من إخراج Asger Leth  [لغات أخرى]‏.
- 1 يناير – رحلة طيران من إخراج روبرت زيميكس.
- 1 يناير – روبوت وفرانك من إخراج جايك شراير.
- 1 يناير – روبي سباركس من إخراج فاليري فيرس [الإنجليزية]‏، جوناثان دايتون [الإنجليزية]‏.
- 1 يناير – ريد دان من إخراج Dan Bradley [الإنجليزية]‏.
- 1 يناير – ريزدنت إيفل: الجزاء من إخراج بول أندرسون.
- 1 يناير – سايلنت هيل: الوحي 3 دي من إخراج M. J. Bassett [الإنجليزية]‏.
- 1 يناير – ستيب أب ريفلوشن من إخراج Scott Speer [الإنجليزية]‏.
- 1 يناير – صاخب لأقصى حد وقريب قرب لا يصدق من إخراج ستيفن دالدري.
- 1 يناير – صانع الحلقة من إخراج ريان جونسون.
- 1 يناير – طبقة الصوت المثالية من إخراج جايسون مور (مخرج).
- 1 يناير – عن تشيري من إخراج ستيفن إليوت (كاتب).
- 1 يناير – غير متصل من إخراج هنري أليكس روبين.
- 1 يناير – فكر كرجل من إخراج تيم ستوري [الإنجليزية]‏.
- 1 يناير – في أرض الدم والعسل من إخراج أنجلينا جولي.
- 1 يناير – قتل غرينغو من إخراج Adrian Grünberg [الإنجليزية]‏.
- 1 يناير – قتلهم بلطف من إخراج أندرو دومينيك.
- 1 يناير – قوست رايدر: شبح الانتقام من إخراج برايان تايلور (كاتب)، مارك نيفيلدين.
- 1 يناير – كلام من إخراج بريان كلوجمان.
- 1 يناير – كنز الأصدقاء من إخراج روبرت فينس.
- 1 يناير – لقاءات القبور 2 من إخراج John Poliquin [الإنجليزية]‏.
- 1 يناير – لول من إخراج ليزا أزويلوس.
- 1 يناير – ماين غيمز
- 1 يناير – متخفية للغاية من إخراج توم هيو.
- 1 يناير – مخبأ من إخراج دانيال إسبينوزا.
- 1 يناير – مسروق من إخراج سيمون ويست.
- 1 يناير – مصعد
- 1 يناير – ملحمة الشفق: بزوغ الفجر - الجزء 2 من إخراج بيل كوندون.
- 1 يناير – من أجل المال من إخراج جولي روبنسون.
- 1 يناير – نحتاج للتحدث عن كيفين من إخراج لين رامزي.
- 1 يناير – نشاط خارق 4 من إخراج أرييل شولمان، هنري جوست.
- 1 يناير – نهاية المناوبة من إخراج ديفيد آير.
- 1 يناير – هتشكوك من إخراج Sacha Gervasi [الإنجليزية]‏.
- 1 يناير – هذا هو ابني من إخراج شون أندرس.
- 1 يناير – هنا يأتي الازدهار من إخراج فرانك كوراسي.
- 1 يناير – وجدة من إخراج هيفاء المنصور.
- 1 يناير – وقائع من إخراج Josh Trank [الإنجليزية]‏.
- 1 يناير – يومان في نيويورك من إخراج جولي دلبي.
- 1 يناير – يوميات روم من إخراج بروس روبنسون.
- 1 يناير – أيام الكلب من إخراج ديفيد باورز.
- 19 يناير – الرحلة 2: الجزيرة الغامضة من إخراج براد بايتون.
- 20 يناير – الذيول الحمراء من إخراج أنتوني همينغواي، جورج لوكاس.
- 20 يناير – وحوش البرية الجنوبية من إخراج بينه زيتلن.
- 9 فبراير – العهد من إخراج Michael Sucsy [الإنجليزية]‏.
- 14 فبراير – هذا معناه حرب من إخراج ماك جي.
- 24 فبراير – حب السفر من إخراج ديفيد وين.
- 4 مارس – بغيض من إخراج Daniel Barnz [الإنجليزية]‏.
- 8 مارس – جون كارتر من إخراج أندرو ستانتون.
- 9 مارس – كوخ الغابة من إخراج درو جودارد.
- 12 مارس – 21 شارع جامب من إخراج كريس ميلر (ممثل)، فيل لورد.
- 15 مارس – مرآة مرآة من إخراج ترسيم سينغ.
- 22 مارس – مباريات الجوع من إخراج غاري روس.
- 29 مارس – راث أوف ذا تايتنز من إخراج Jonathan Liebesman [الإنجليزية]‏.
- 3 أبريل – سفينة حربية من إخراج بيتر بيرغ.
- 4 أبريل – لم الشمل الأمريكي من إخراج جون هورويتز، هايدن شلوسبيرغ.
- 26 أبريل – المنتقمون من إخراج جوس ويدن.
- 9 مايو – الظلال الداكنة من إخراج تيم برتون.
- 16 مايو – الديكتاتور من إخراج لاري تشارلز.
- 16 مايو – مملكة بزوغ القمر من إخراج ويس أندرسون.
- 17 مايو – ماذا تتوقع وأنت في انتظار طفل من إخراج كيرك جونز.
- 20 مايو – قيادة من إخراج نيكولاس ويندينج ريفين.
- 23 مايو – رجال ذو بزات سوداء 3 من إخراج باري سونيدفيلد.
- 23 مايو – على الطريق من إخراج والتر سالس، سام رايلاي.
- 30 مايو – بروميثيوس من إخراج ريدلي سكوت.
- 30 مايو – بياض الثلج والصياد من إخراج روبرت ساندرز.
- 1 يونيو – خسارة أبنائنا
- 13 يونيو – روك العصور من إخراج آدم شانكمان.
- 18 يونيو – ابراهام لنكولن: صياد مصاص الدماء من إخراج تيمور بيكمامبيتوف.
- 26 يونيو – كيتي بيري: جزء مني من إخراج Dan Cutforth ‏، Jane Lipsitz ‏.
- 28 يونيو – الرجل العنكبوت المذهل من إخراج مارك ويب.
- 29 يونيو – تيد من إخراج سيث ماكفارلن.
- 6 يوليو – سحر بيلي إيزلي من إخراج روب راينر.
- 15 يوليو – طريق مفتوح من إخراج مارسيو غارسيا.
- 20 يوليو – نهوض فارس الظلام من إخراج كريستوفر نولان.
- 30 يوليو – ميراث بورن من إخراج توني جيلروي.
- 8 أغسطس – ذا اكسبندابلز 2 من إخراج سيمون ويست.
- 9 أغسطس – ليفياثان من إخراج Véréna Paravel [الإنجليزية]‏، Lucien Castaing-Taylor [الإنجليزية]‏.
- 15 أغسطس – حياة تيموثي غرين الغريبة من إخراج بيتر هيدجيز.
- 1 سبتمبر – فرانسيس ها من إخراج نواه باومباخ.
- 2 سبتمبر – الأحفاد من إخراج ألكسندر باين.
- 7 سبتمبر – المكان خلف أشجار الصنوبر من إخراج ديريك كيانفرانس.
- 7 سبتمبر – خارج في الظلام من إخراج مايكل ماير (دي جي).
- 8 سبتمبر – مزايا أن تكون خجولا من إخراج ستيفن تشبوسكي.
- 9 سبتمبر – كرة المال من إخراج بينيت ميلر.
- 11 سبتمبر – المعلم من إخراج بول توماس أندرسون.
- 12 سبتمبر – 50/50 من إخراج Jonathan Levine [الإنجليزية]‏.
- 14 سبتمبر – السيد من إخراج بول توماس أندرسون.
- 19 سبتمبر – مشكلة الرميات المنحنية من إخراج روبرت لورينز.
- 28 سبتمبر – العقماء من إخراج دارن لين بوسمان.
- 8 أكتوبر – لينكون من إخراج ستيفن سبيلبرغ.
- 10 أكتوبر – هيوغو من إخراج مارتن سكورسيزي.
- 23 أكتوبر – سكايفول من إخراج سام ميندز.
- 2 نوفمبر – رجل الورق من إخراج John Kahrs [الإنجليزية]‏.
- 3 نوفمبر – جيه إدغار من إخراج كلينت إيستوود.
- 15 نوفمبر – سحابة الأطلس من إخراج ليلي وتشاوسكي [الإنجليزية]‏، توم تيكوير، لانا وتشاوسكي [الإنجليزية]‏.
- 23 نوفمبر – الدمى المتحركة من إخراج James Bobin [الإنجليزية]‏.
- 9 ديسمبر – شاب بالغ من إخراج جيسون رايتمان.
- 12 ديسمبر – الفتاة ذات وشم التنين من إخراج ديفيد فينشر.
- 20 ديسمبر – هذا هو سن الأربعين من إخراج جاد أباتاو.
- 21 ديسمبر – جاك ريتشر من إخراج كريستوفر ماك كويري.
- 25 ديسمبر – جانغو الحر من إخراج كوينتن تارانتينو.

## برامج ومسلسلات وأنمي
- ألتيميت سبايدرمان
- ذا كليفلاند شو
- فيوتشوراما
- كوكب شين
- ترانسفورمرز: برايم
- عرض لوني تونز
- غرافيتي فولز
- فارس وفادي
- كيك باتاوسكي: المغامر

## موسيقى

### ألبومات
من الألبومات التي صدرت هذه السنة في الولايات المتحدة:
- 27 يناير – بورن تو داي من غناء لانا دل راي.
- 23 مارس – إم دي إن ايه من غناء مادونا.
- 22 أكتوبر – ريد من غناء تايلور سويفت.

## كتب
من الكتب التي صدرت هذه السنة في الولايات المتحدة:
- 1 يناير – أكبر من أن يدرك من تأليف ديفيد وينبرجر.
- 1 يناير – أنا وإيرل والفتاة المحتضرة من تأليف جيسي أندروز.
- 1 يناير – الزوجة المفقودة من تأليف جيليان فلين.
- 2 يناير – قناص أمريكي من تأليف كريس كايل.
- 3 يناير – سيندر من تأليف ماريسا ميير.
- 10 يناير – كون من لا شيء من تأليف لورنس كراوس.
- 10 يناير – ما تخبئه لنا النجوم من تأليف جون غرين.
- 1 فبراير – قوة العادة من تأليف تشارلز دويج.
- 20 مارس – لماذا تفشل الأمم من تأليف دارون أسيموجلو.
- 27 مارس – خيانة من تأليف دانيال ستيل.
- 1 مايو – متمردة من تأليف فيرونيكا روث.
- 24 يوليو – أصدقاء للأبد من تأليف دانيال ستيل.

## وفيات

### يناير
- 11 يناير – والي أوستيركورن (مواليد 1928) لاعب كرة سلة أمريكي.
- 13 يناير – أرتي ليفين (مواليد 1925) ملاكم من الولايات المتحدة الأمريكية.
- 20 يناير – إيتا جيمس (مواليد 1938) مغنية أمريكية.
- 24 يناير – جيمس فارنتينو (مواليد 1938) ممثل أمريكي.
- 25 يناير – روبرت شيران (مواليد 1916) سياسي أمريكي.
- 28 يناير – دون فولمير (مواليد 1939) ملاكم من الولايات المتحدة الأمريكية.
- 31 يناير – ليزلي كارتر (مواليد 1986)

### فبراير
- 1 فبراير – انجيلو دندي (مواليد 1921)
- 3 فبراير – بن غازار (مواليد 1930) ممثل أمريكي.
- 3 فبراير – تيرينس هيلدنر (مواليد 1962)
- 5 فبراير – سام كوبولا (مواليد 1932) ممثل أمريكي.
- 6 فبراير – جانيس إي فوس (مواليد 1956)
- 6 فبراير – ديفيد روزنهان (مواليد 1929) عالم نفس أمريكي.
- 8 فبراير – فيل برونز (مواليد 1931)
- 8 فبراير – ليو هيتش (مواليد 1929) لاعب كرة سلة أمريكي.
- 11 فبراير – جيف سليد (مواليد 1941) لاعب كرة سلة من الولايات المتحدة الأمريكية.
- 11 فبراير – ويتني هيوستن (مواليد 1963)
- 15 فبراير – جون جي. يوسوك (مواليد 1937)
- 16 فبراير – أنتوني شديد (مواليد 1968)
- 16 فبراير – جين فانس (مواليد 1923) لاعب كرة سلة من الولايات المتحدة الأمريكية.
- 20 فبراير – جوني إزيرسكي (مواليد 1922) لاعب كرة سلة أمريكي.
- 22 فبراير – ماري كولفين (مواليد 1956) صحفية من الولايات المتحدة الأمريكية.
- 23 فبراير – ديفيد ساير (مواليد 1924)
- 25 فبراير – ديك ديفيس (مواليد 1936)
- 29 فبراير – شيلدون مولدوف (مواليد 1920)

### مارس
- 1 مارس – جيروم كورتلاند (مواليد 1926)
- 1 مارس – فيليب آر ألين (مواليد 1939)
- 2 مارس – جيمس ويلسون (مواليد 1931)
- 3 مارس – ليوناردو سيمينو (مواليد 1917)
- 8 مارس – تشارلي هوغ (مواليد 1931)
- 10 مارس – فرانك شيروود رولاند (مواليد 1927) كيميائي أمريكي.
- 11 مارس – جون سوزا (مواليد 1920) لاعب كرة قدم من الولايات المتحدة الأمريكية.
- 12 مارس – ديك هارتر (مواليد 1930) مدرب كرة سلة من الولايات المتحدة الأمريكية.
- 17 مارس – برنار كوين (مواليد 1924)
- 24 مارس – بيت ماكافري (مواليد 1938) لاعب كرة سلة من الولايات المتحدة الأمريكية.
- 26 مارس – توماس كوفر (مواليد 1938)
- 29 مارس – لوك أسكيو (مواليد 1932) ممثل أمريكي.

### أبريل
- 2 أبريل – جيم ديلاني (مواليد 1921) منافِس أوليمبي من الولايات المتحدة الأمريكية.
- 6 أبريل – توماس كينكيد (مواليد 1958)
- 10 أبريل – ليلي تشوكجيان (مواليد 1921) مغنية أوبرا من الولايات المتحدة الأمريكية.
- 13 أبريل – فيكتور أرنولد (مواليد 1936) ممثل من الولايات المتحدة الأمريكية.
- 14 أبريل – وليام فينلي (مواليد 1942) ممثل أمريكي.
- 15 أبريل – دواين شينتزيوس (مواليد 1968) لاعب كرة سلة من الولايات المتحدة الأمريكية.
- 18 أبريل – ديك كلارك (مواليد 1929)
- 21 أبريل – تشارلز كولسون (مواليد 1931) سياسي أمريكي.
- 30 أبريل – أندرو ليفين (مواليد 1920)

### مايو
- 1 مايو – إيرل روز (مواليد 1926)
- 1 مايو – غريغ جاكسون (مواليد 1952) لاعب كرة سلة أمريكي.
- 6 مايو – بات فرينك (مواليد 1945) لاعب كرة سلة أمريكي.
- 6 مايو – جيمس إسحاق (مواليد 1960) مخرج أفلام أمريكي.
- 8 مايو – موريس سينداك (مواليد 1928)
- 8 مايو – نيكولاس كاتزنباك (مواليد 1922) محامي أمريكي.
- 10 مايو – كارول شيلبي (مواليد 1923)
- 12 مايو – روث فوستر (مواليد 1920) ممثلة أمريكية.
- 13 مايو – دونالد دان (مواليد 1941)
- 17 مايو – دونا سمر (مواليد 1948)
- 19 مايو – بوب بوزر (مواليد 1937) لاعب كرة سلة من الولايات المتحدة الأمريكية.
- 20 مايو – يوجين بولي (مواليد 1915)
- 24 مايو – وليام راثجي (مواليد 1945)
- 27 مايو – جوني تابيا (مواليد 1967) ملاكم من الولايات المتحدة الأمريكية.
- 30 مايو – جاك تويمان (مواليد 1934) لاعب كرة سلة أمريكي.
- 31 مايو – أورلاندو وولريدج (مواليد 1959) لاعب كرة سلة أمريكي.

### يونيو
- 2 يونيو – ليروي إليس (مواليد 1940) لاعب كرة سلة أمريكي.
- 4 يونيو – هربرت موهرينغ (مواليد 1929) عالم اقتصاد أمريكي.
- 5 يونيو – راي برادبري (مواليد 1920) كاتب أمريكي.
- 7 يونيو – تشاك شير (مواليد 1927) لاعب كرة سلة أمريكي.
- 7 يونيو – ميرفن جاكسون (مواليد 1946) لاعب كرة سلة أمريكي.
- 8 يونيو – بيت برينان (مواليد 1936) لاعب كرة سلة أمريكي.
- 8 يونيو – فرانك كادي (مواليد 1915) ممثل أمريكي.
- 11 يونيو – كينزي أندرسون (مواليد 1926) فيزيائي من الولايات المتحدة الأمريكية.
- 12 يونيو – إلينور أوستروم (مواليد 1933)
- 13 يونيو – ويليام نولز (مواليد 1917) كيميائي أمريكي.
- 15 يونيو – باري ماكاي (مواليد 1935) لاعب كرة مضرب من الولايات المتحدة.
- 15 يونيو – فيليب كايغان (مواليد 1927) عالم اقتصاد أمريكي.
- 17 يونيو – رودني كينغ (مواليد 1965) سائق سيارة أجرة من الولايات المتحدة الأمريكية.
- 20 يونيو – روبرت جيه كيليهر (مواليد 1913)
- 24 يونيو – تيد لوكينبيل (مواليد 1939) لاعب كرة سلة من الولايات المتحدة الأمريكية.
- 26 يونيو – بات كامينغز (مواليد 1956) لاعب كرة سلة أمريكي.
- 26 يونيو – نورا أفرون (مواليد 1941)
- 28 يونيو – هيرب شيرر (مواليد 1929) لاعب كرة سلة أمريكي.
- 30 يونيو – ألان سوير (مواليد 1928) لاعب كرة سلة من الولايات المتحدة الأمريكية.

### يوليو
- 1 يوليو – آلان جي بويندكستر (مواليد 1961) رائد فضاء أمريكي.
- 3 يوليو – أندي جريفيث (مواليد 1926)
- 4 يوليو – جيمي بيفينس (مواليد 1919) ملاكم من الولايات المتحدة الأمريكية.
- 8 يوليو – إيرنست بورغنين (مواليد 1917) ممثل أمريكي.
- 13 يوليو – وارن جابالي (مواليد 1946) لاعب كرة سلة أمريكي.
- 16 يوليو – ستيفن كوفي (مواليد 1932)
- 16 يوليو – وليام آشر (مواليد 1921)
- 18 يوليو – فرانسيس سبينس (مواليد 1922)
- 22 يوليو – جورج أرميتاج ميلر (مواليد 1920)
- 23 يوليو – سالي رايد (مواليد 1951)
- 24 يوليو – تشاد إيفرت (مواليد 1937) ممثل أمريكي.
- 24 يوليو – روبرت ليدلي (مواليد 1926) عالم وظائف أعضاء من الولايات المتحدة الأمريكية.
- 24 يوليو – شرمن همسلي (مواليد 1938) ممثل أمريكي.
- 27 يوليو – آر جي آرمسترونغ (مواليد 1917) ممثل أمريكي.
- 27 يوليو – توني مارتن (مواليد 1913)
- 27 يوليو – نورمان ألدن (مواليد 1924)
- 29 يوليو – جون فينيغان (مواليد 1926) ممثل أمريكي.
- 31 يوليو – غور فيدال (مواليد 1925) كاتب أمريكي.

### أغسطس
- 3 أغسطس – بول مكراكين (مواليد 1915) عالم اقتصاد أمريكي.
- 4 أغسطس – أرني ريزن (مواليد 1924) لاعب كرة سلة أمريكي.
- 6 أغسطس – دان روندفيلد (مواليد 1953) لاعب كرة سلة أمريكي.
- 7 أغسطس – مارفن هاملستش (مواليد 1944)
- 9 أغسطس – آل فريمان جونيور (مواليد 1934)
- 11 أغسطس – مايكل دوكيس (مواليد 1958) ملاكم من الولايات المتحدة الأمريكية.
- 13 أغسطس – هيلين براون (مواليد 1922)
- 15 أغسطس – بيف إليوت (مواليد 1923)
- 20 أغسطس – فيليس ديلر (مواليد 1917) ممثلة وكوميدية أمريكية.
- 21 أغسطس – ويليام ثورستون (مواليد 1946)
- 24 أغسطس – ستيف فرانكن (مواليد 1932)
- 25 أغسطس – روبرت بالمر بيزلي (مواليد 1936)
- 25 أغسطس – نيل آرمسترونغ (مواليد 1930) رائد فضاء أمريكي.
- 27 أغسطس – آرت هيمان (مواليد 1941) لاعب كرة سلة أمريكي.
- 31 أغسطس – جون سي شاباز (مواليد 1931) سياسي أمريكي.

### سبتمبر
- 3 سبتمبر – مايكل كلارك دانكن (مواليد 1957)
- 11 سبتمبر – إرفينغ إس. ريد (مواليد 1923) رياضياتي أمريكي.
- 11 سبتمبر – شون سميث (مواليد 1978)
- 11 سبتمبر – كريستوفر ستيفنز (مواليد 1960) سياسي أمريكي.
- 14 سبتمبر – ستيفن دونهام (مواليد 1964) ممثل أمريكي.
- 16 سبتمبر – جون إنجل (مواليد 1928)
- 21 سبتمبر – إد كونلين (مواليد 1933)
- 25 سبتمبر – آندي ويليامز (مواليد 1927)
- 26 سبتمبر – جوني لويس (مواليد 1983)

### أكتوبر
- 7 أكتوبر – لاري بلوك (مواليد 1942) ممثل أمريكي.
- 8 أكتوبر – دوني بوتشر (مواليد 1936) لاعب كرة سلة من الولايات المتحدة الأمريكية.
- 9 أكتوبر – كيني رولنز (مواليد 1923) لاعب كرة سلة من الولايات المتحدة الأمريكية.
- 14 أكتوبر – ارلين سبكتر (مواليد 1930) سياسي أمريكي.
- 14 أكتوبر – كايل بينيت (مواليد 1979) درّاج طريق من الولايات المتحدة الأمريكية.
- 18 أكتوبر – سلاتر مارتن (مواليد 1925)
- 20 أكتوبر – إدوارد دونال توماس (مواليد 1920)
- 21 أكتوبر – جورج ماكغفرن (مواليد 1922) سياسي أمريكي.
- 22 أكتوبر – روسل مينس (مواليد 1939) سياسي أمريكي.
- 24 أكتوبر – مارجريت أوزبورن دوبون (مواليد 1918) لاعبة كرة مضرب أمريكية.
- 29 أكتوبر – ليتيسيا بالدريدج (مواليد 1926)
- 31 أكتوبر – مريم جميلة (مواليد 1934) كاتب أمريكي.

### نوفمبر
- 2 نوفمبر – بول غوردون (مواليد 1927) لاعب كرة سلة أمريكي.
- 5 نوفمبر – إليوت كارتر (مواليد 1908) ملحن أمريكي.
- 7 نوفمبر – كارمن باسيليو (مواليد 1927) ملاكم من الولايات المتحدة الأمريكية.
- 12 نوفمبر – دانيال ستيرن (مواليد 1934)
- 13 نوفمبر – ويل بارنيت (مواليد 1911) فنان أمريكي.
- 23 نوفمبر – لاري هاغمان (مواليد 1931)
- 24 نوفمبر – هيكتور كاماتشو (مواليد 1962)
- 25 نوفمبر – كارلايل تاوري (مواليد 1920) لاعب كرة سلة أمريكي.
- 26 نوفمبر – جوزيف موراي (مواليد 1919)
- 27 نوفمبر – مارفين ميلر (مواليد 1917) نقابي من الولايات المتحدة الأمريكية.
- 28 نوفمبر – جيمس داي هودجسون (مواليد 1915)
- 28 نوفمبر – زيج زيجلار (مواليد 1926)

### ديسمبر
- 7 ديسمبر – أرت لارسن (مواليد 1925) لاعب كرة مضرب أمريكي.
- 9 ديسمبر – جيني ريفيرا (مواليد 1969)
- 9 ديسمبر – نورمان جوزيف وودلاند (مواليد 1921)
- 10 ديسمبر – بوب موندين (مواليد 1942) لاعب رماية من الولايات المتحدة الأمريكية.
- 12 ديسمبر – والت كيرك (مواليد 1924)
- 17 ديسمبر – دانيال إينوي (مواليد 1924) سياسي أمريكي.
- 19 ديسمبر – روبرت بورك (مواليد 1927)
- 20 ديسمبر – جيروم وايتهيد (مواليد 1956) لاعب كرة سلة من الولايات المتحدة الأمريكية.
- 20 ديسمبر – لاري كينغ (مواليد 1929)
- 23 ديسمبر – إيفلين وارد (مواليد 1923) ممثلة أمريكية.
- 24 ديسمبر – تشارلز دورنينج (مواليد 1923) ممثل أمريكي.
- 24 ديسمبر – جاك كلوغمان (مواليد 1922) ممثل أمريكي.
- 27 ديسمبر – نورمان شوارتسكوف (مواليد 1934)
- 27 ديسمبر – هاري كاري (مواليد 1921) ممثل أمريكي.
- 30 ديسمبر – كارل ووز (مواليد 1928)